# Mirów (województwo śląskie)
Mirów – wieś w Polsce, położona w województwie śląskim, w powiecie myszkowskim, w gminie Niegowa.
W latach 1975–1998 miejscowość administracyjnie należała do województwa częstochowskiego.
Miejscowość położona jest na Szlaku Orlich Gniazd, w obrębie Zespołu Jurajskich Parków Krajobrazowych. Znajdują się w niej pozostałości XIV-wiecznego zamku. Obecnie zamek jest własnością prywatną w rękach rodziny Laseckich i prowadzone są prace wykopaliskowe oraz zabezpieczeniowe murów.

## Nazwa
Miejscowość ma metrykę średniowieczną i wymieniana jest od XIV wieku. W 1399 hereditas Mirow, 1446 villa Mirow sub castro, 1487 villa Myrow, 1489 Mÿrow villa, 1529 Mirowo .

## Historia
Pierwsze wzmianki o miejscowości datowane są na XIII wiek. W tymże wieku Mirów jako osada obronna został zniszczony przez Tatarów. Miejscowość założona została na prawie polskim. W późniejszym okresie zbudowany został w niej murowany zamek przez Kazimierza Wielkiego .
W XIV wieku miejscowość staje się własnością Krystyna z Kozichgłów. W 1424 król polski Władysław Jagiełło na prośby Krystyna przenosi jego wsie leżące w ziemi krakowskiej: Choroń, Oltowiec, Mirów, Kotowice, Postawczowice, Jaworznik, Dupice, Żerkowice, Siamoszyce, Giebołtów, Kowalów i Kowalików z prawa polskiego na prawo średzkie .
Pod koniec XV wieku król polski Kazimierz IV Jagiellończyk podarował ją szlacheckiemu rodowi Myszkowskich, którzy rozbudowali zamek i przyczynili się do rozwoju miejscowości.

## Turystyka
Między zamkiem w Mirowie a zamkiem w Bobolicach znajduje się pasmo skał wapiennych zwanych Mirowskimi Skałami, stanowiące atrakcyjny rejon wspinaczki sportowej. Znajduje się tu ponad 150 dróg wspinaczkowych, w większości ubezpieczonych ringami, o trudnościach od III do VI.5+. Wysokość skał waha się od 5 do 30 metrów. Ponieważ skały znajdują się na terenie prywatnym, wspinać się można tylko pod warunkiem akceptacji regulaminu, poświadczonej podpisem złożonym w "książce wyjść" dostępnej na terenie posesji sołtysa wsi Mirów.

## Film
- 1986: Przyjaciel wesołego diabła; (reż. Jerzy Łukasiewicz) – jednym z plenerów jest zamek w Mirowie.
- 1988: Pan samochodzik i praskie tajemnice; (reż. Kazimierz Tarnas) – jedna ze scen została nakręcona w zamku w Mirowie.
- 1991: Nad rzeką, której nie ma; (reż. Andrzej Barański) – jedna ze scen w tym filmie została nakręcona przed ruinami zamku z widocznym charakterystycznym ostańcem obok[7].

Zobacz też: Mirów, Mirowo, Mirów Nowy, Mirów Stary, Mirówek

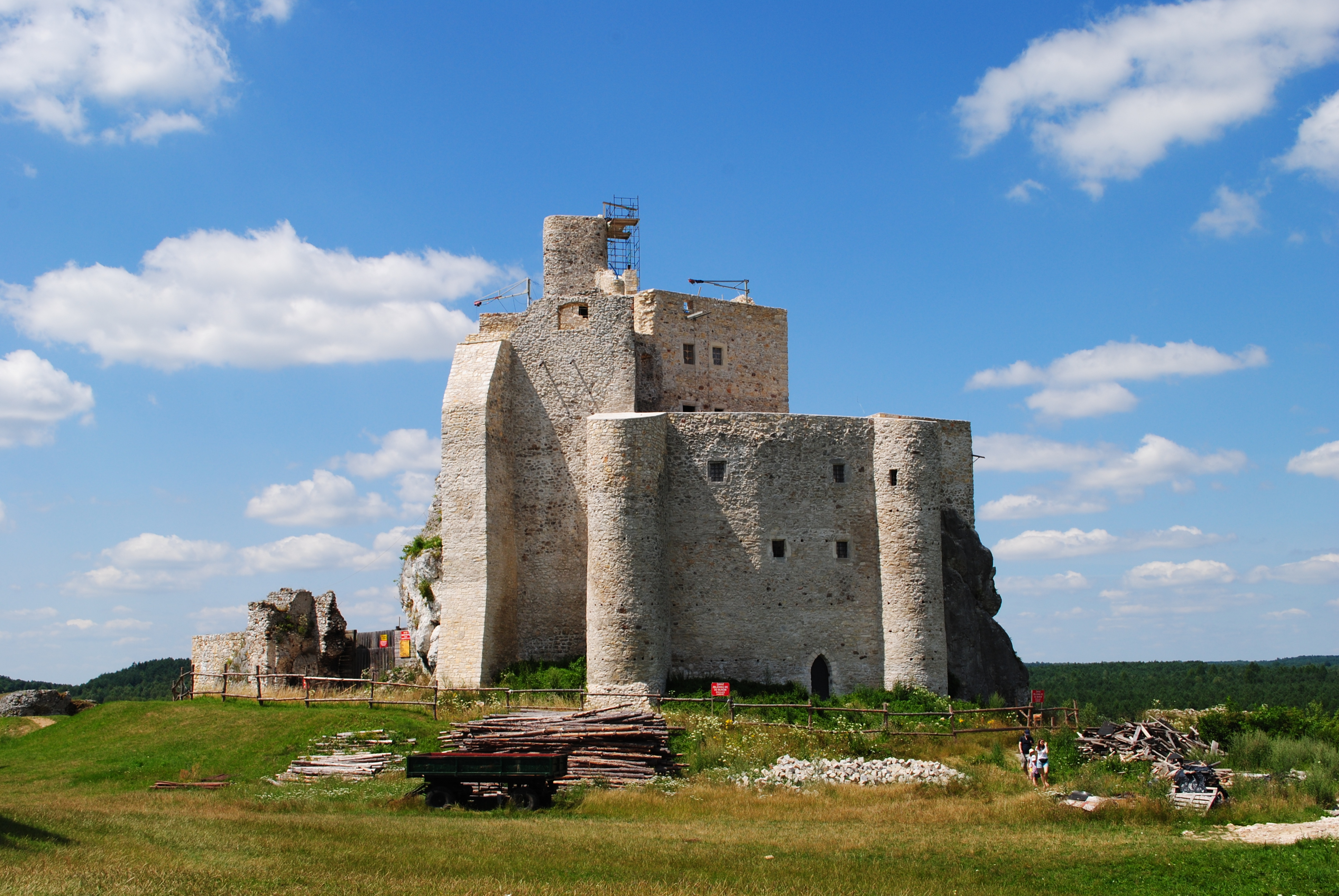
Zamek w Mirowie
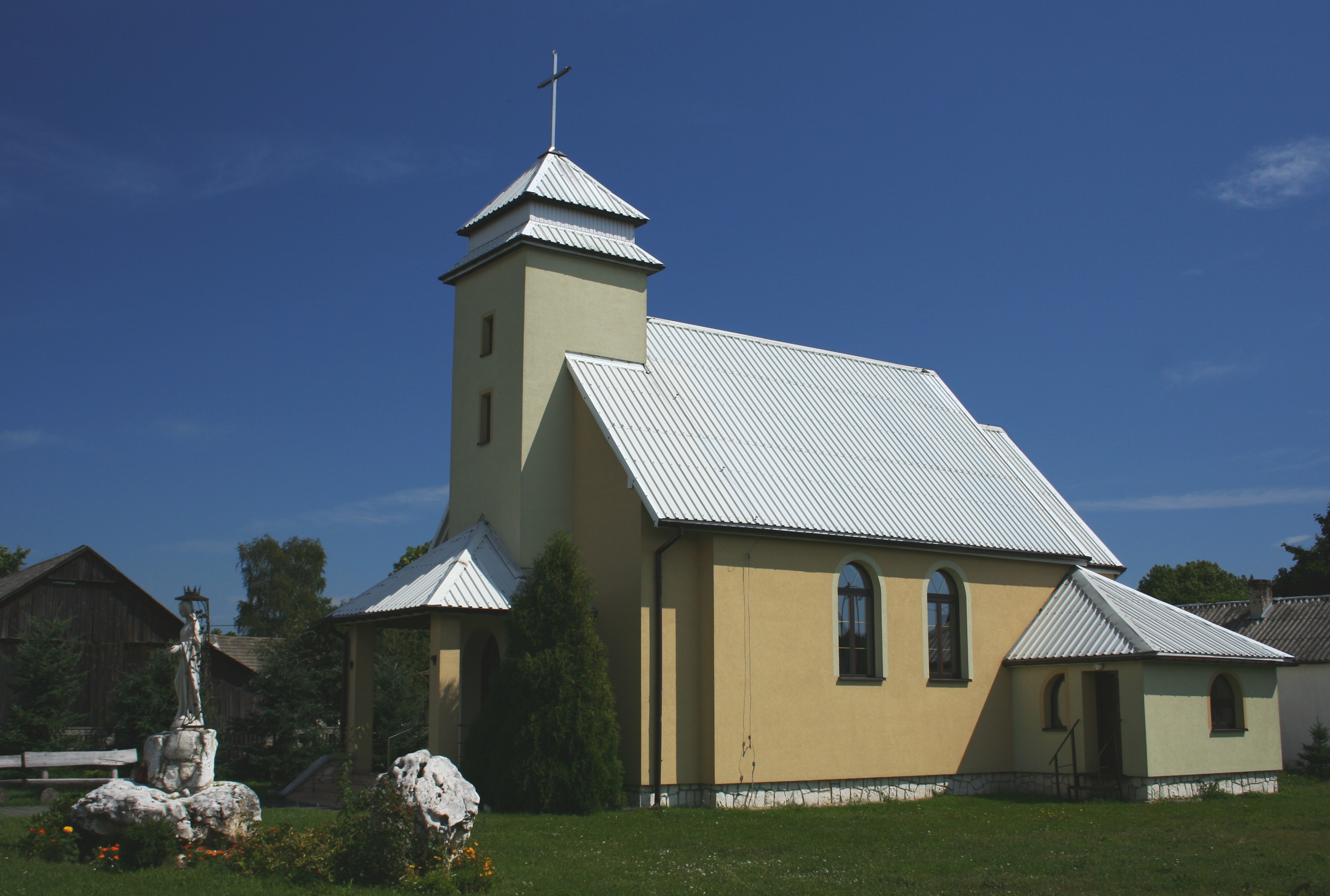
Kaplica pw. Stanisława Biskupa Męczennika
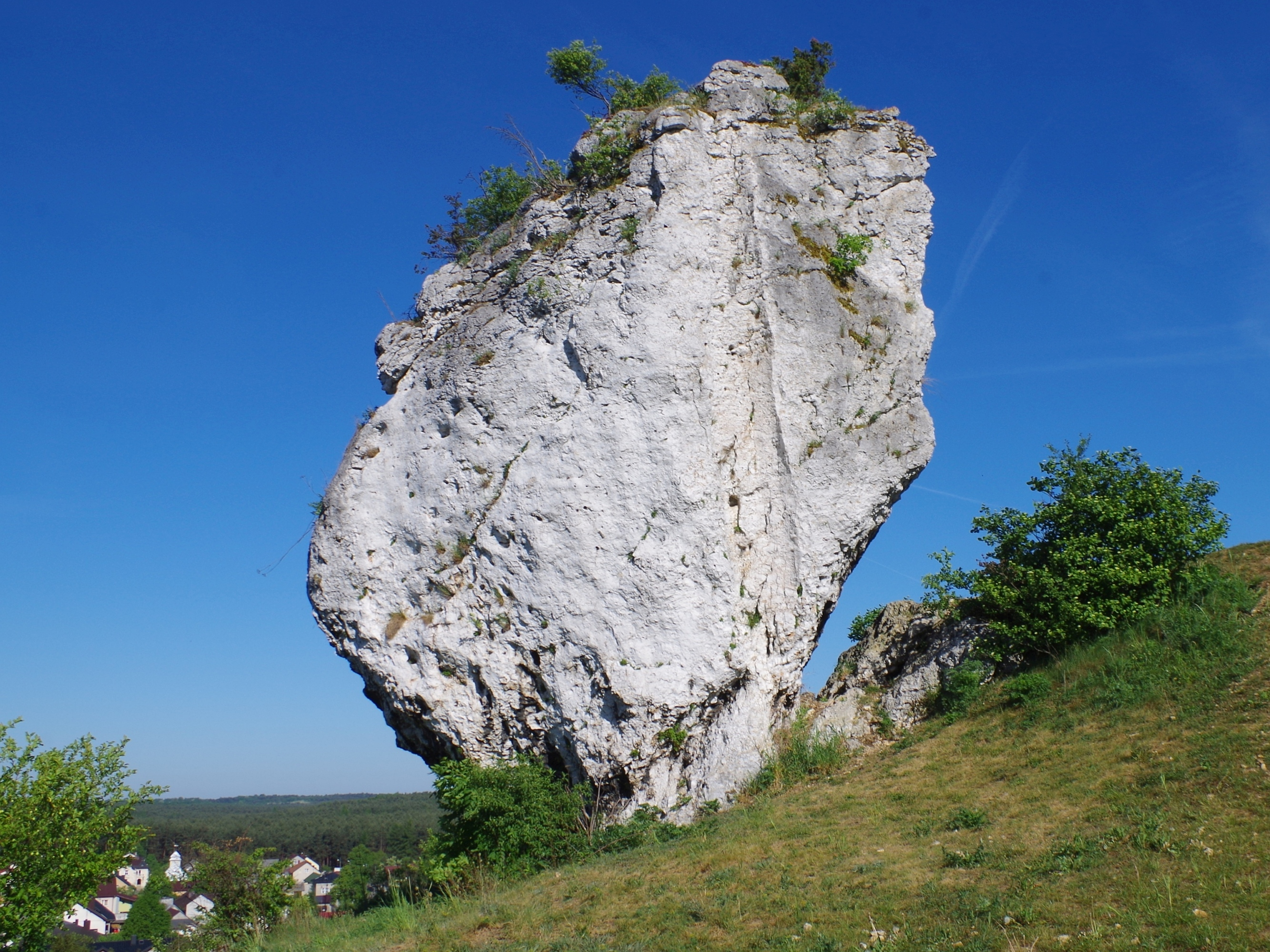
Jeden ze znajdujących się w pobliżu zamku ostańców
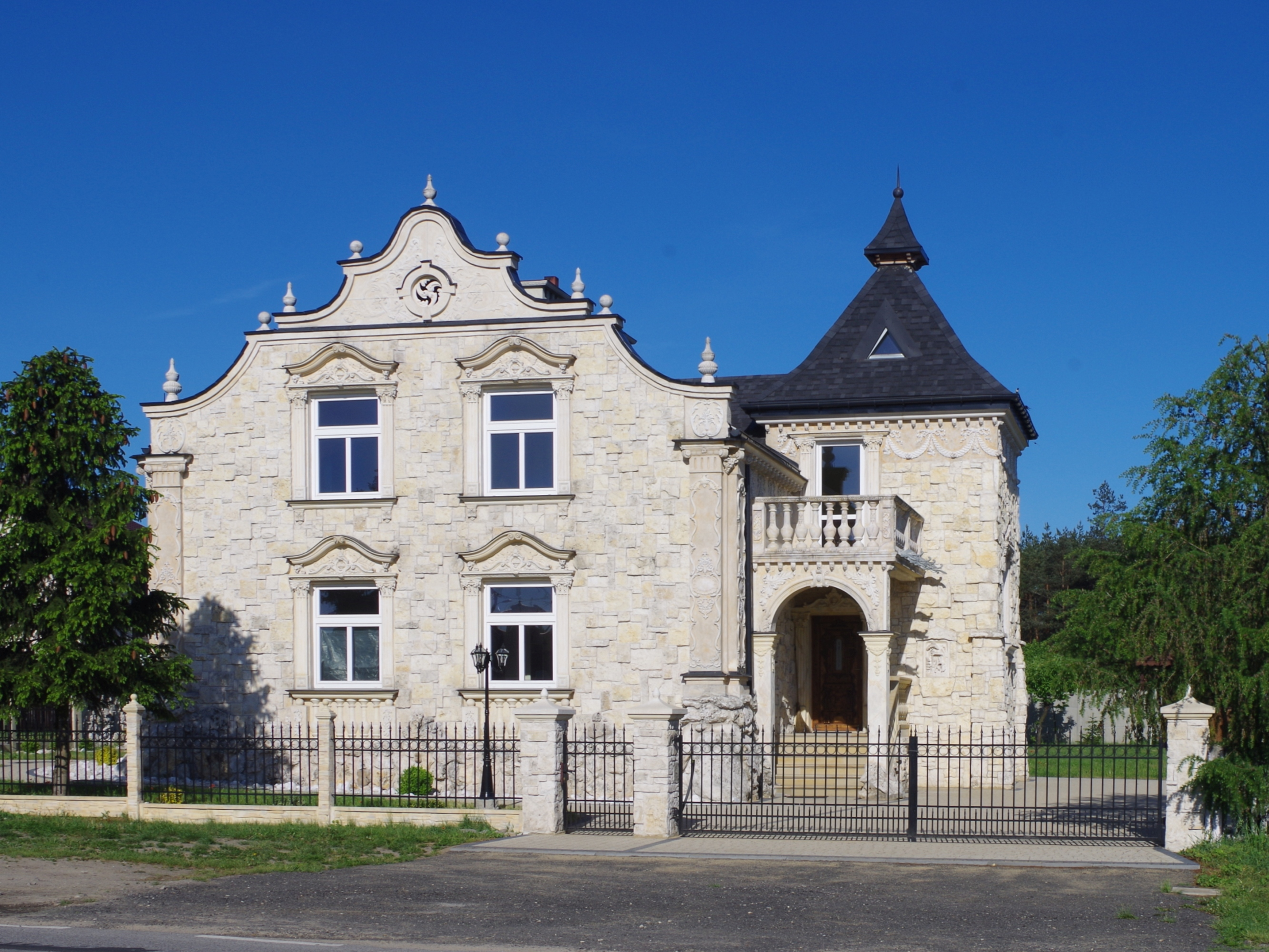
Budynek w Mirowie